# Stari Koșarî, Kovel
Stari Koșarî (în ucraineană Старі Кошари) este localitatea de reședință a comunei Stari Koșarî din raionul Kovel, regiunea Volînia, Ucraina.

## Demografie
Componența lingvistică a localității Stari Koșarî
     Ucraineană (98,74%)
     Rusă (1,05%)
     Alte limbi (0,21%)
Conform recensământului din 2001, majoritatea populației localității Stari Koșarî era vorbitoare de ucraineană (98,74%), existând în minoritate și vorbitori de rusă (1,05%).